# Camponotus aethiops
Espèce
Camponotus aethiops est une espèce de fourmis de grande taille (5-15 mm) dont la tête et le corps sont entièrement noirs, les mandibules brun foncé et qui présente une forte pilosité. Le polymorphisme entre les différents individus est bien marqué, la caste des ouvrières minors qui font 7-8 mm, les ouvrières majors (ou appelées communément « soldats ») qui font 8-13 mm, et puis la gyne (« reine ») qui fait 13-15 mm.
Les colonies sont généralement établies sous des pierres dans des clairières ou des sous-bois clairs. Elles sont monogynes. L'essaimage a lieu de mai à août.
En France, cette fourmi est surtout présente dans le quart sud-est du pays.

## Liste des sous-espèces
Selon Catalogue of Life (12 mars 2012) :
- sous-espèce Camponotus aethiops aethiops (Latreille, 1798)
- sous-espèce Camponotus aethiops cachmiriensis Emery, 1925
- sous-espèce Camponotus aethiops escherichi Emery, 1925
- sous-espèce Camponotus aethiops rubicolor Ruzsky, 1925
- sous-espèce Camponotus aethiops vitiosus Smith, 1874

## Biologie
Les chenilles de l'Azuré des orpins sont soignées par plusieurs espèces de fourmis, dont Camponotus aethiops